# Kanton Dole-2
Der Kanton Dole-2 ist ein französischer Wahlkreis im Département Jura in der Region Bourgogne-Franche-Comté. Er umfasst einen Teilbereich der Stadt Dole und sechs weitere Gemeinden im Arrondissement Dole. 2015 wurde er neu geschaffen mit Dole als Hauptort (frz.: bureau centralisateur).

## Gemeinden
Der Kanton besteht aus sieben Gemeinden und Gemeindeteilen mit insgesamt 16.887 Einwohnern (Stand: 1. Januar 2022) auf einer Gesamtfläche von 46,38 km²:
| Gemeinde          | Einwohner 1. Januar 2022 | Fläche km² | Dichte Einw./km² | Code INSEE | Postleitzahl |
| ----------------- | ------------------------ | ---------- | ---------------- | ---------- | ------------ |
| Choisey           | 1.002                    | 7,64       | 131              | 39150      | 39100        |
| Crissey           | 685                      | 4,81       | 142              | 39182      | 39100        |
| Damparis          | 2.590                    | 8,85       | 293              | 39189      | 39500        |
| Dole              | 10.057                   | 6,24       | 1.612            | 39198      | 39100        |
| Gevry             | 732                      | 5,31       | 138              | 39252      | 39100        |
| Parcey            | 1.023                    | 8,94       | 114              | 39405      | 39100        |
| Villette-lès-Dole | 798                      | 4,59       | 174              | 39573      | 39100        |
| Kanton Dole-2     | 16.887                   | 46,38      | 364              | 3906       | –            |

1. ↑   Nur der westliche Teil der Gemeinde, der Rest gehört zum Kanton Dole-1.

## Politik
| Vertreter im Departementrat | Vertreter im Departementrat          | Vertreter im Departementrat |
| Amtszeit                    | Namen                                | Partei                      |
| --------------------------- | ------------------------------------ | --------------------------- |
| 2015–2021                   | Françoise Barthoulot                 | G·s                         |
| 2015–2016                   | Michel Giniès                        | PCF                         |
| 2016–2021                   | Philippe Genestier                   | DVG                         |
| 2021–                       | Stéphane Champanhet Florence Maupoil | LR DVD                      |